# Neuer Jüdischer Friedhof (Lechenich)

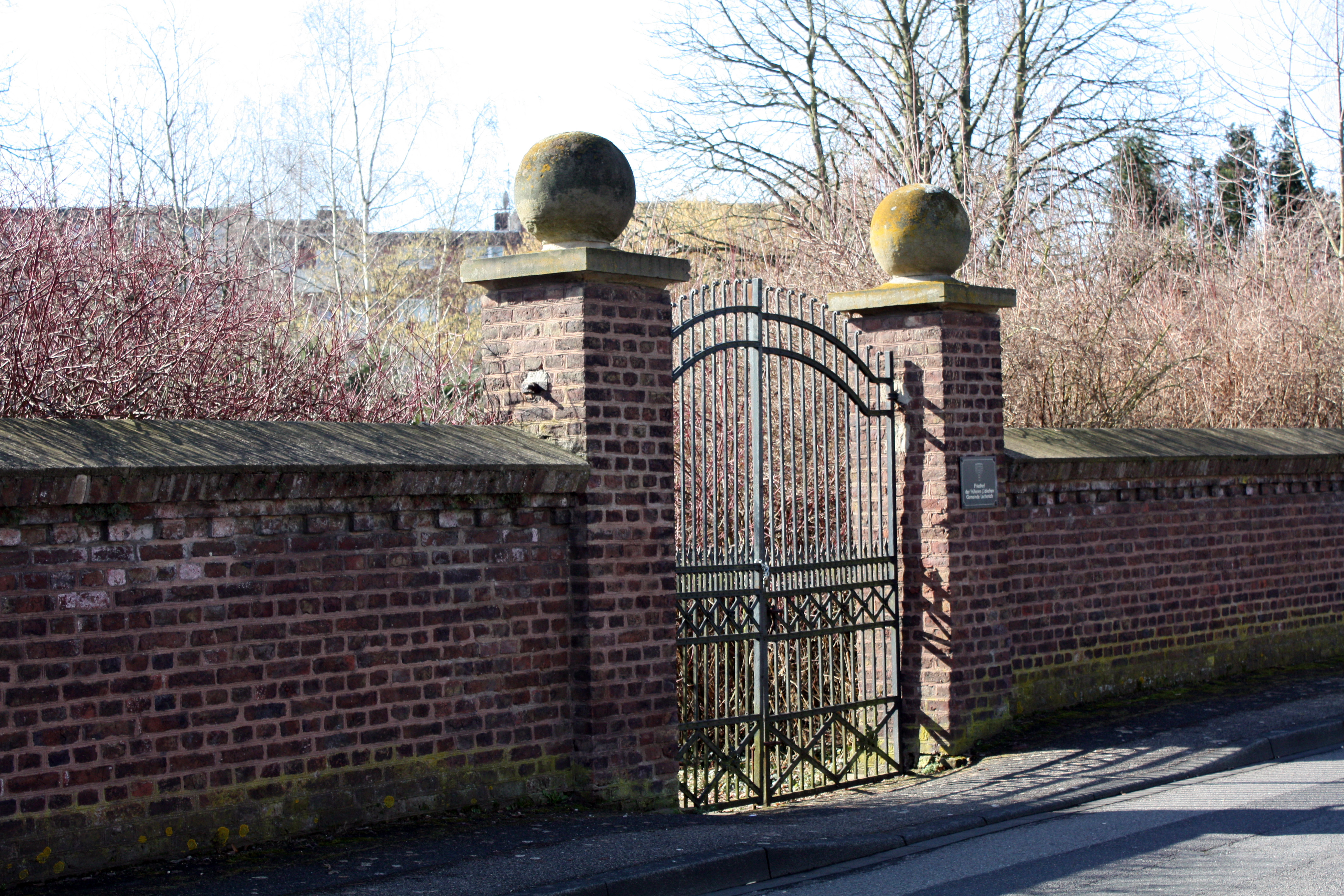
Eingang des jüdischen Friedhofs

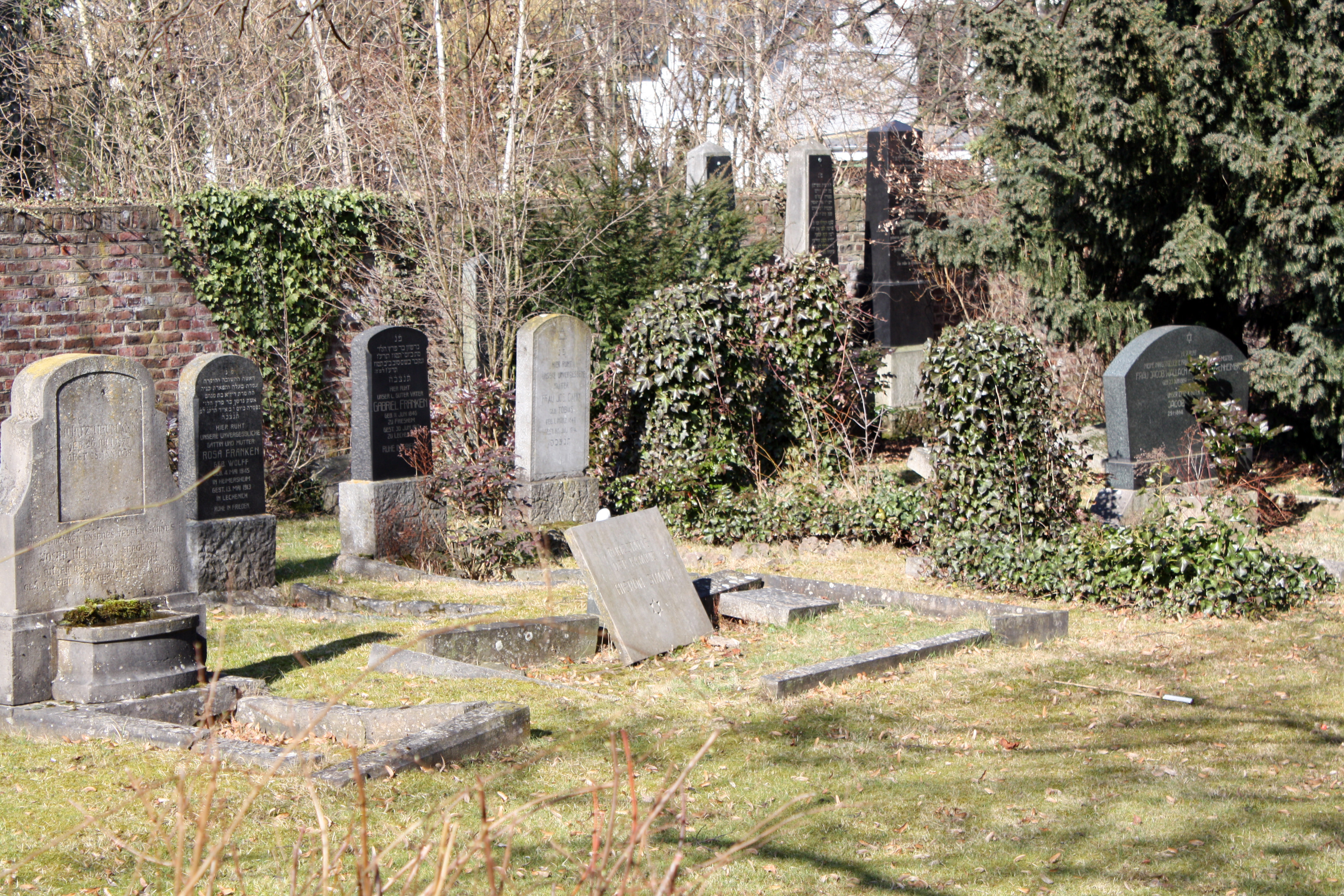
Grabsteine des jüdischen Friedhofs

Der Neue jüdische Friedhof Lechenich ist eine zum Ende des 19. Jahrhunderts angelegte Begräbnisstätte in Lechenich, einem Stadtteil von Erftstadt im Rhein-Erft-Kreis in Nordrhein-Westfalen. Der Friedhof befindet sich am Römerhofweg. Wie alle jüdischen Friedhöfe im Stadtgebiet der Stadt Erftstadt befindet sich der Friedhof im Eigentum der Synagogen-Gemeinde Köln, die Pflege der Friedhöfe obliegt der Stadt Erftstadt.

## Geschichte
Vor der Errichtung dieses Friedhofs wurden die Toten der jüdischen Gemeinde Lechenich auf dem alten jüdischen Friedhof an der Schleifmühle bestattet.
Das Grundstück wurde 1892 von der jüdischen Gemeinde Lechenich gekauft, da der alte Friedhof voll belegt war. Der älteste erhaltene Grabstein ist für Wolf Simon aufgestellt worden, der 1897 starb. Im Jahr 1902 wurde hier auch der Bankier Georg von Bleichröder bestattet, aber 1911 ließ seine Familie ihn auf den Zentralfriedhof Friedrichsfelde in Berlin überführen. Heute sind auf dem Friedhof noch 31 Grabsteine vorhanden. Die letzte Beerdigung fand 1940 statt.
Wegen der landwirtschaftlichen Nutzung des Friedhofsgeländes während der Zeit des Nationalsozialismus befinden sich die erhaltenen gebliebenen Grabsteine nicht mehr an ihrem ursprünglichen Platz.